# グレミオ・エスポルチーヴォ・ノヴォリゾンチーノ
グレミオ・エスポルチーヴォ・ノヴォリゾンチーノ（ポルトガル語: Grêmio Esportivo Novorizontino）は、ブラジル・サンパウロ州ノヴォ・オリゾンテを本拠地としていたサッカークラブ。

## 歴史

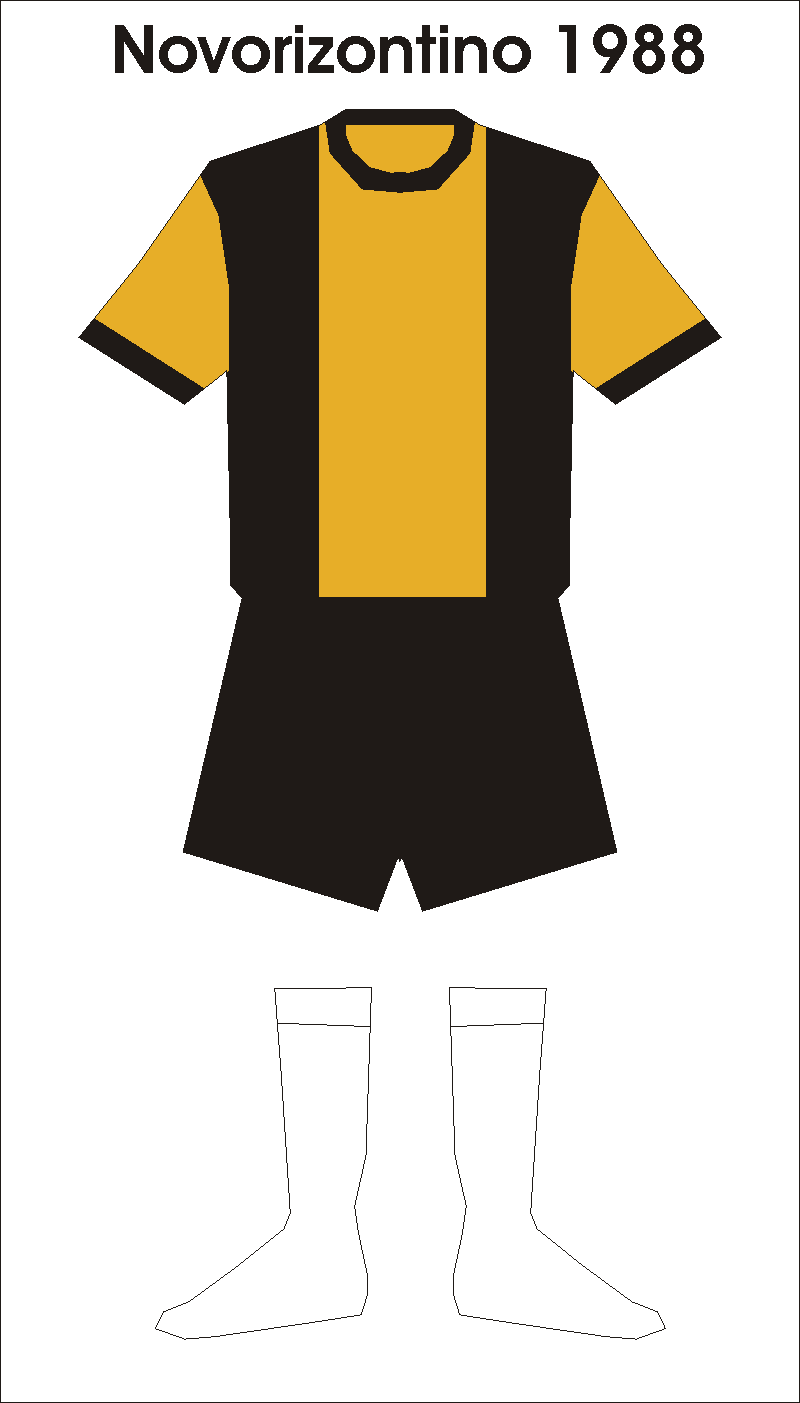
1988年ホームユニフォーム

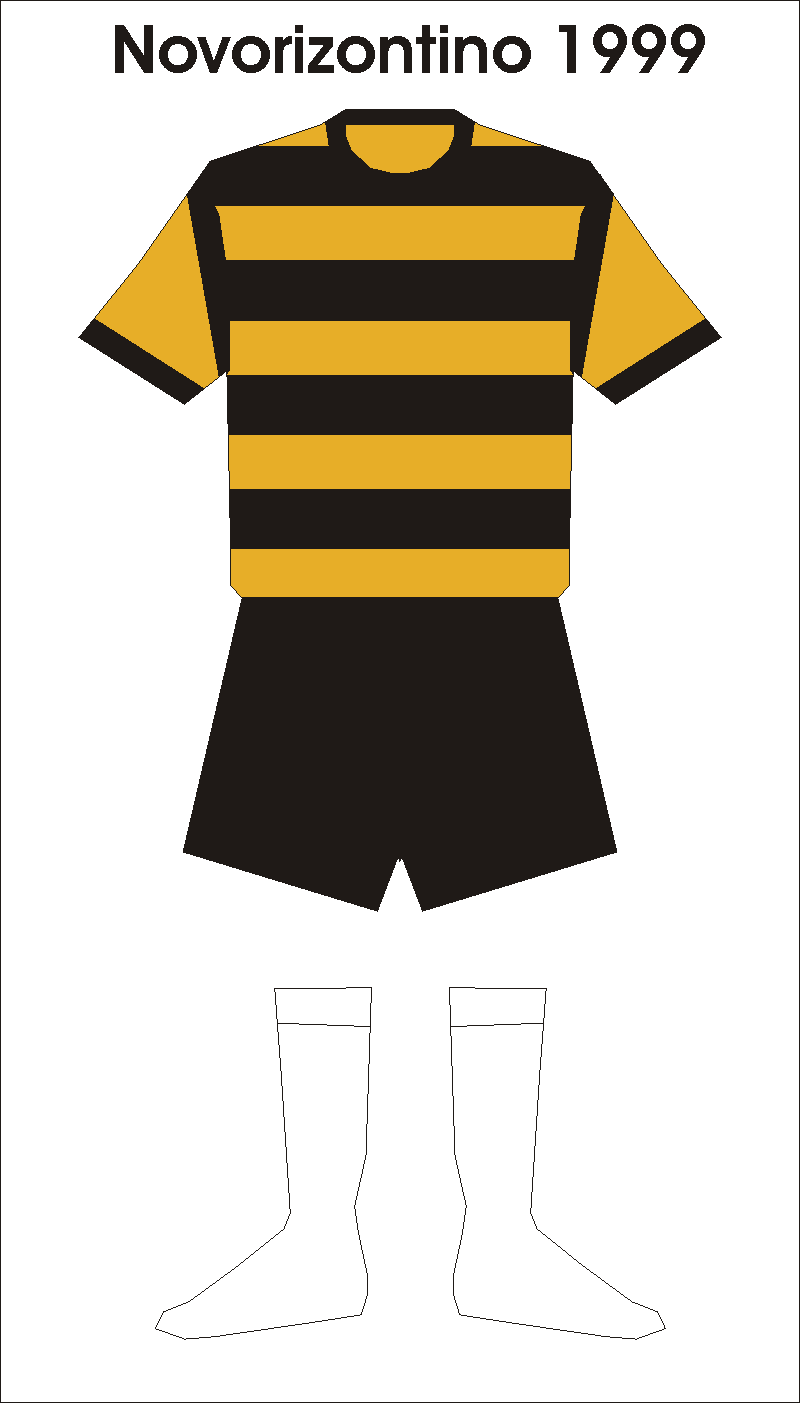
1999年ホームユニフォーム

1973年3月11日にピマFCとして創設。ピマは靴工場の名前である。カタンドゥヴァの町で創設され、リーガ・カタンドゥヴェンセに参加、1974年と1975年には優勝した。
1976年にプロ化し、グレミオ・エスポルチーヴォ・ノヴォリゾンチーノに改名。カンピオナート・パウリスタ・セリエA3に参加した。
1990年にはSEパルメイラス、グアラニFC、アソシアソン・ポルトゥゲーザ・ジ・デスポルトスと言ったクラブを倒してカンピオナート・パウリスタの決勝に進出、CAブラガンチーノと対戦したが敗れた。
1994年にカンピオナート・ブラジレイロ・セリエCで唯一となったタイトルを獲得した。同年、シェジド家によって買収された。しかし1996年に財政難からカンピオナート・ブラジレイロ・セリエBへの不参加を決定、1998年4月26日に行われたECパラグアクエンセ戦が最後のプロの試合となり、1999年に負債によって倒産した。

## その他
クラブカラーはピマと同じ黄色と黒色。
愛称はAurinegro（金黒）であった。
マスコットは虎で、Tigre do Vale（谷の虎）と呼ばれていた。虎である理由は虎が黄色と黒色である事からであった。

## タイトル

### アマチュア
- リーガ・カタンドゥヴェンセ: 1974, 1975

### プロ
- カンピオナート・ブラジレイロ・セリエC: 1994